# Enea Antonio Caprara

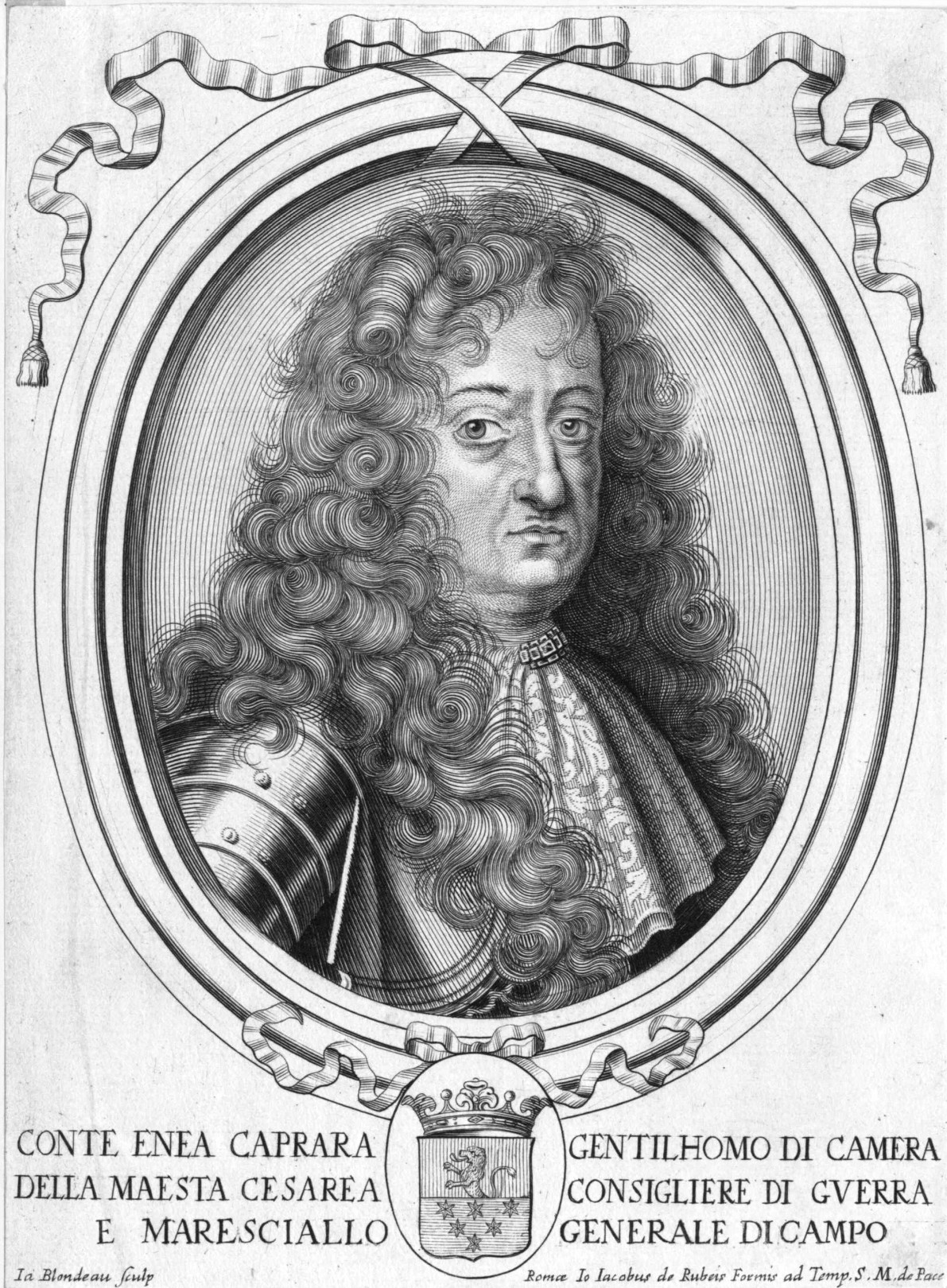
Aeneas Graf Caprara (conte Enea Caprara), Gravur von G.G. Rossi

Aeneas Antonius Graf Caprara, ital. Enea Antonio Caprara, (* 16. November 1631 in Bologna; † 3. Februar 1701 in Wien) war ein kaiserlicher Feldmarschall in habsburgischen Diensten.

## Leben
Er war der Sohn des bolognesischen Senators Niccolò Caprara, Conte di Pantano, trat früh in kaiserliche Kriegsdienste und begleitete seinen Verwandten, den Grafen Raimondo Montecúccoli, auf dessen Feldzügen gegen die Türken und Franzosen. Ein selbständiges Kommando über ein Reiterkorps erhielt er 1674 am Rhein und nahm an den Schlachten von Sinsheim und Enzheim sowie an den weiteren Kämpfen am Rhein bis 1678 teil.
Im Jahr 1683 focht er als Befehlshaber der Reiterei gegen die Insurgenten in Ungarn und vertrieb beim Entsatz von Wien den Feind aus dem stark verschanzten Nußdorf. Bei der Belagerung von Ofen 1684 war er dem Kurfürsten von Bayern beigegeben. Im Jahr 1685 nahm er die Festung Neuhäusel im Sturm, und 1686 drang er bis an die Grenzen von Siebenbürgen vor.
Im dritten Feldzug des französischen Kriegs 1691 befehligte er am Rhein. 1692 fiel er mit dem Herzog von Savoyen in die Dauphiné ein, und 1694 kommandierte er wieder in Ungarn, wo er alle Angriffe der Türken auf seine Stellung bei Peterwardein zurückschlug. Nachdem er in 44 Feldzügen mitgefochten hatte, trat er als Vizepräsident in den Hofkriegsrat ein und zählte hier zu den Gegnern des Prinzen Eugen von Savoyen, wie er überhaupt wegen seines hämischen und unverträglichen Wesens unter den Staats- und Ranggenossen wenig beliebt war. Er starb am 3. Februar 1701.
1694 wurde er mit dem Orden vom Goldenen Vließ (Nr. 567) ausgezeichnet.